# Čaklov
Čaklov este o comună slovacă, aflată în districtul Vranov nad Topľou din regiunea Prešov. Localitatea se află la altitudinea de 134 m deasupra n.m., se întinde pe o suprafață de 12,76 km2 și în 2017 număra 2.620 de locuitori.

## Istoric
Localitatea Čaklov este atestată documentar din 1282.

## Demografie
| An:                | 1994 | 2004    | 2014    | 2024   |
| ------------------ | ---- | ------- | ------- | ------ |
| Număr de persoane: | 2013 | 2264    | 2552    | 2774   |
| Diferență:         |      | +12,46% | +12,72% | +8,69% |

| An:                | 2023 | 2024   |
| ------------------ | ---- | ------ |
| Număr de persoane: | 2737 | 2774   |
| Diferență:         |      | +1,35% |